# Seleção Haitiana de Futebol Feminino
A Seleção Haitiana de Futebol Feminino é a equipe de futebol representa o Haiti nas principais competições internacionais femininas, organizadas pela FIFA, CONCACAF e CUF. Ela é gerida pela Federação Haitiana de Futebol (FHF).
Participou pela primeira vez da Copa Ouro Feminina de 1991, alcançando a quarta posição na competição. Por outro lado, a seleção nunca se qualificou ou participou da Copa do Mundo de Futebol Feminino. Das sete edições já realizadas, nenhuma teve sua participação. Seu técnico atual é o polonês Shek Borkowski, que treina a seleção desde 2012.
Atualmente ocupa a posição de número 123 do ranking mundial de seleções femininas da FIFA com 1372 pontos.

## Uniformes

### Uniformes das jogadoras
Atualmente, a Seleção Feminina usa a mesma camisa da equipe masculina, a única diferença é o design de corte é mais feminino.
- Uniforme principal: Camisa, calção e meias azuis com detalhes em vermelho e branco
- Uniforme de visitante: Camisa, calção e meias vermelhas com detalhes de azul.

| 1º Uniforme |  | 2º Uniforme |  |

## Campanhas
| Seleção Principal              | Seleção Principal | Seleção Principal | Seleção Principal | Seleção Principal |
| Torneio                        | Campeão           | Vice-campeão      | Terceiro          | Quarto            |
| ------------------------------ | ----------------- | ----------------- | ----------------- | ----------------- |
| Copa Ouro Feminina da CONCACAF |                   |                   |                   | 1 (1991)          |

## Estatísticas

### Desempenho em competições oficiais
Copa do Mundo
| Desempenho na Copa do Mundo | Desempenho na Copa do Mundo | Desempenho na Copa do Mundo | Desempenho na Copa do Mundo | Desempenho na Copa do Mundo | Desempenho na Copa do Mundo | Desempenho na Copa do Mundo | Desempenho na Copa do Mundo | Desempenho na Copa do Mundo |
| Total: nenhum               | Total: nenhum               | Total: nenhum               | Total: nenhum               | Total: nenhum               | Total: nenhum               | Total: nenhum               | Total: nenhum               | Total: nenhum               |
| Ano                         | Fase                        | Posição                     | J                           | V                           | E                           | D                           | GP                          | GC                          |
| --------------------------- | --------------------------- | --------------------------- | --------------------------- | --------------------------- | --------------------------- | --------------------------- | --------------------------- | --------------------------- |
| 1991                        | não participou              |                             |                             |                             |                             |                             |                             |                             |
| 1995                        | não participou              |                             |                             |                             |                             |                             |                             |                             |
| 1999                        | não se qualificou           |                             |                             |                             |                             |                             |                             |                             |
| 2003                        | não se qualificou           |                             |                             |                             |                             |                             |                             |                             |
| 2007                        | não se qualificou           |                             |                             |                             |                             |                             |                             |                             |
| 2011                        | não se qualificou           |                             |                             |                             |                             |                             |                             |                             |
| 2015                        | não se qualificou           |                             |                             |                             |                             |                             |                             |                             |
| 2019                        | A definir                   |                             |                             |                             |                             |                             |                             |                             |
| Total                       | 0/7                         |                             |                             |                             |                             |                             |                             |                             |

Copa das Confederações
| Copa Ouro Feminina da CONCACAF | Copa Ouro Feminina da CONCACAF | Copa Ouro Feminina da CONCACAF | Copa Ouro Feminina da CONCACAF | Copa Ouro Feminina da CONCACAF | Copa Ouro Feminina da CONCACAF | Copa Ouro Feminina da CONCACAF | Copa Ouro Feminina da CONCACAF |
| Total: nenhum                  | Total: nenhum                  | Total: nenhum                  | Total: nenhum                  | Total: nenhum                  | Total: nenhum                  | Total: nenhum                  | Total: nenhum                  |
| Ano                            | Fase                           | J                              | V                              | E                              | D                              | GP                             | GC                             |
| ------------------------------ | ------------------------------ | ------------------------------ | ------------------------------ | ------------------------------ | ------------------------------ | ------------------------------ | ------------------------------ |
| 1991                           | 4° colocado                    | 5                              | 2                              | 0                              | 3                              | 7                              | 16                             |
| 1993]]                         | não entrou                     | -                              | -                              | -                              | -                              | -                              | -                              |
| 1994]]                         | não entrou                     | -                              | -                              | -                              | -                              | -                              | -                              |
| 1998                           | fase de grupos                 | 3                              | 0                              | 0                              | 3                              | 3                              | 11                             |
| 2000                           | não entrou                     | -                              | -                              | -                              | -                              | -                              | -                              |
| 2002                           | fase de grupos                 | 3                              | 1                              | 0                              | 2                              | 3                              | 17                             |
| 2000                           | não se qualificou              | -                              | -                              | -                              | -                              | -                              | -                              |
| 20110                          | fase de grupos                 | 3                              | 1                              | 0                              | 2                              | 1                              | 8                              |
| 2014                           | fase de grupos                 | 3                              | 1                              | 0                              | 2                              | 1                              | 7                              |
| Total                          | 5/9                            | 17                             | 5                              | 0                              | 12                             | 15                             | 59                             |